# Château Jocteau
Le château Jocteau est un édifice valdôtain situé dans la localité de Beauregard, à Aoste. C'est l'un des trois châteaux du XXe siècle présents en Vallée d'Aoste avec le château Savoie à Gressoney-Saint-Jean et le château baron Gamba à Châtillon. Il n'est pas ouvert au public mais il accueille un petit musée de l'alpinisme ainsi que le siège du commandement de l'École militaire alpine d'Aoste.

## Situation
Le château Jocteau se situe au 17, rue de l'École militaire, à 654 mètres d'altitude sur la colline de Beauregard au nord-est d'Aoste, en position panoramique vers le mont Émilius et le pic de Nona. Il se dresse à cent mètres environ du verrou glaciaire entre la vallée du Grand-Saint-Bernard et le Valpelline. Les collines autour du château n'atteignent pas les 900 mètres d'altitude et elles sont couvertes de vignobles. Les restes d'un tumulus datant de l'âge du fer se situent à la limite nord de la propriété militaire. Il appartenait sans doute à un chef des Salasses.

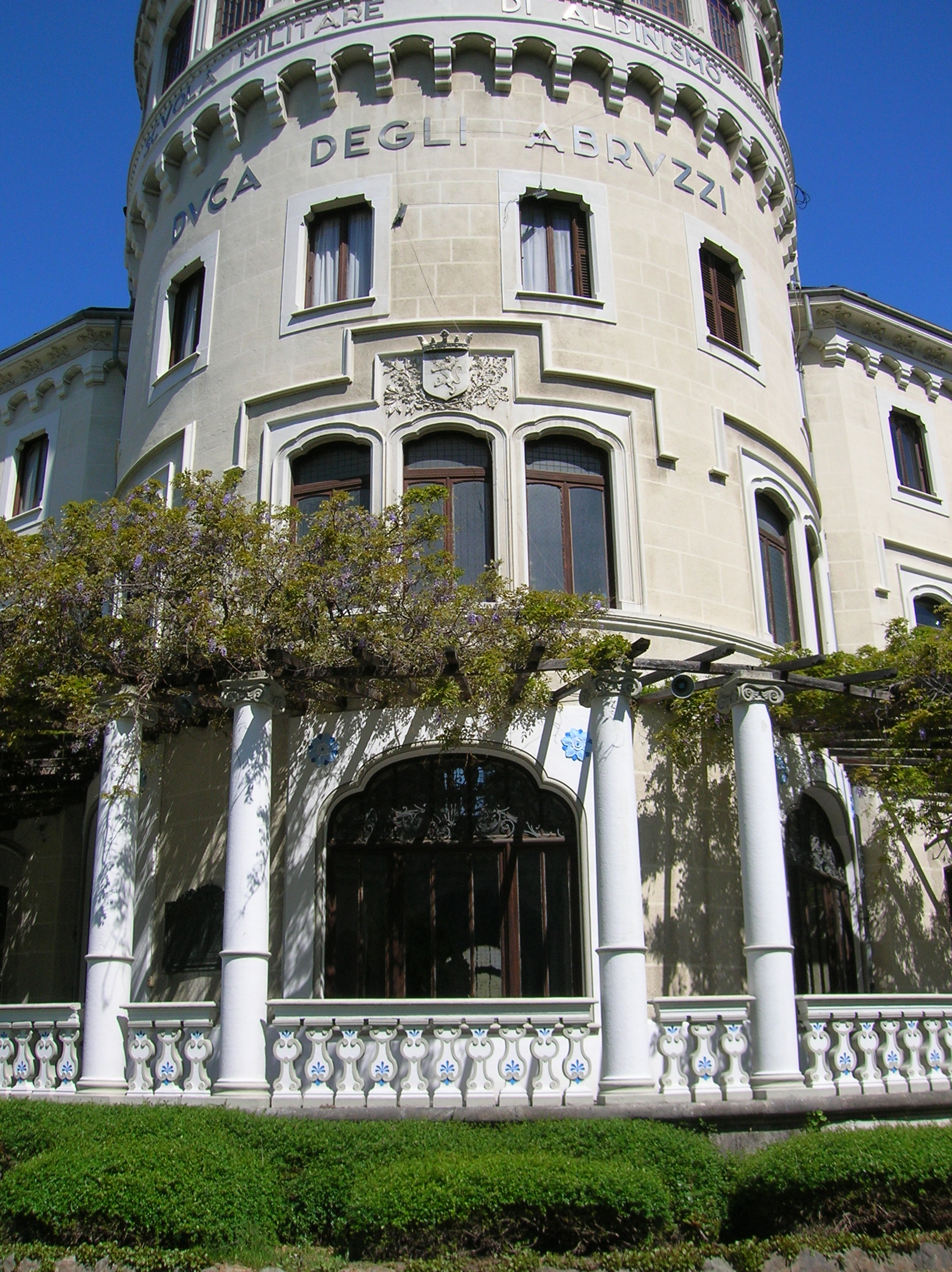
La façade à l'entrée.

## Architecture
Le château Jocteau a subi de nombreuses modifications importantes. L'édifice clair bien visible même de l'envers, projeté par l'ingénieur turinois Octave Invrea et par l'architecte Carlo Ceppi (it), date du début du XXe siècle. Le style des tours rappelle celle du château Savoie, édifié deux ans auparavant, dont l'architecte s'est sans doute inspiré.
Une chapelle en style néogothique à plan rectangulaire avec des voûtes d'arêtes se situe dans la partie nord-ouest du château ; la façade présente un portique peint à fresques et elle est surmontée par un petit clocher à deux cloches avec des fenêtres jumelées. L'entrée se caractérise par une porte en fer au-dessus de laquelle se trouve un bas-relief avec un prêtre et deux soldats. La chapelle s'ouvre à droite vers une chapelle mineure et vers la sacristie.

### L'intérieur

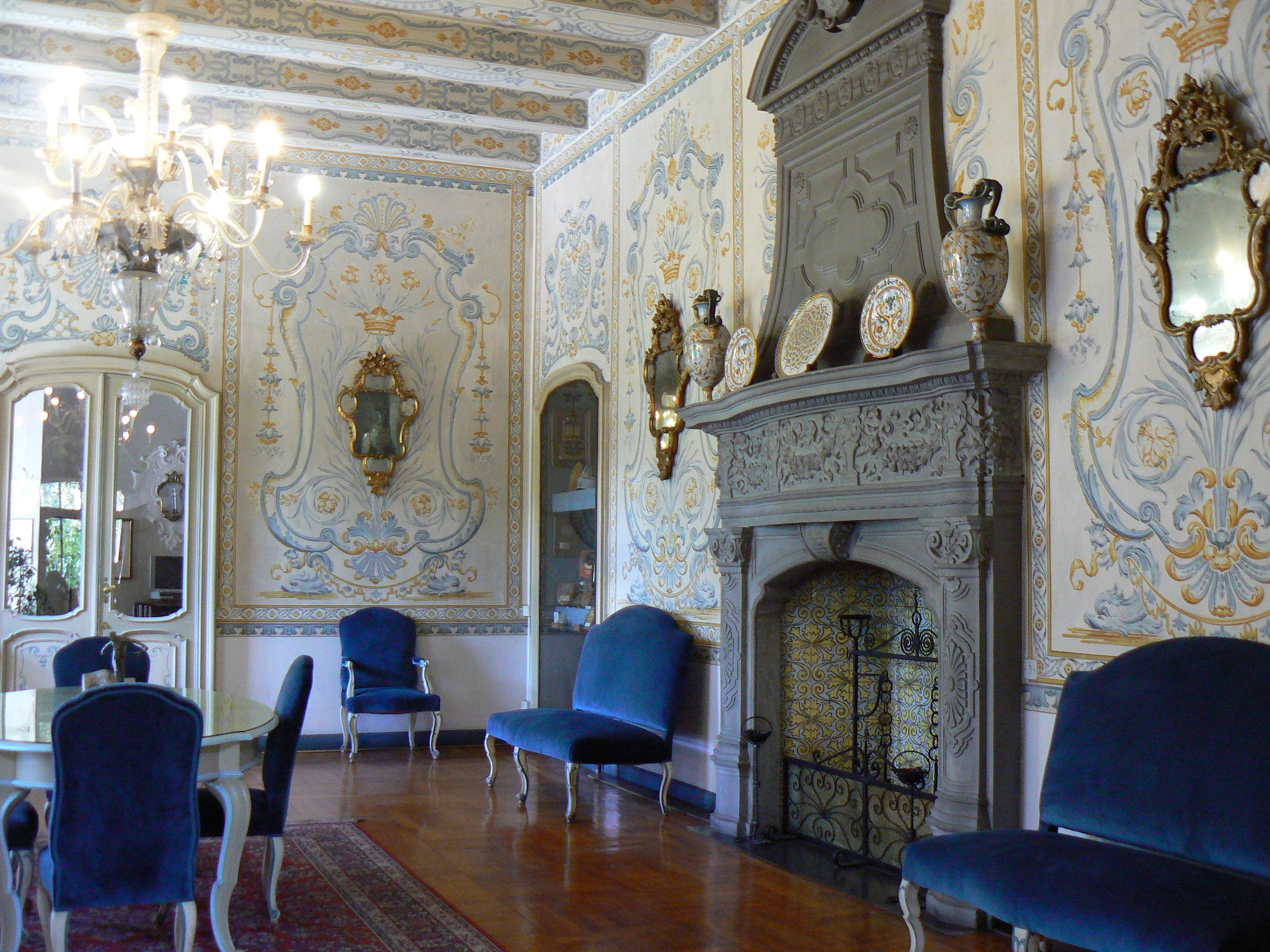
Le salon du rez-de-chaussée.

Le château Jocteau se compose de plusieurs salles, salons et chambres souterraines décorés avec le blason de la maison de Jocteau et par d'autres stucs en style Art nouveau. Du salon d'honneur à plan ovale, appelé La rionde, s'ouvrent la Salle bleue (le bureau du général commandant), la salle de réunion et la bibliothèque ; le salon présente un portique étroit où se trouve la collection de trophées de l'École militaire, en souvenir de l'Unité des patrouilles rapides de ski alpin, qui accueillait aux années 1930 l'élite du ski alpin italien, entre autres, Zeno Colò et Achille Compagnoni.
Le château est utilisé aujourd'hui en tant que centre de formation pour alpinistes, en changeant la destination de la plupart des salles : les salons ont été transformés en des bureaux, et des structures spécifiques ont été créées, telles qu'un laboratoire de physiologie, une bibliothèque-archive cartographique, un cabinet ciné-photographique, le musée du ski alpinisme, une section dédiée aux sculptures en bois et une salle d'entraînement de ski.
Plusieurs pièces d'ameublement achetées par l'État ont été conservées ici jusqu'à 1943. Le pillage ayant eu lieu après l'armistice de Cassibile a dépourvu le château de ses plus beaux trésors, entre autres les meubles précieux et les volumes conservés dans la bibliothèque, dont une partie seulement a été récupérée en 1945.
La bibliothèque accueille parmi ses décorations un tableau de sujet bucolique et conserve plusieurs volumes d'histoire militaire, de botanique alpine et de géographie internationale, tandis que dans les vitrines on peut admirer des photos parcourant l'histoire de l'École militaire alpine.
Dans le bureau du général commandant sont présentes des décorations originales en parfait état de conservation, tandis que dans la salle de conférence se trouvent des maquettes en bois reproduisant les différents types de terrains d'un mur d'escalade pour les démonstrations aux élèves. La collection originale, réalisée par le sculpteur Mario Stuffer, comptait cinquante exemplaires.
De nombreuses statues sont également présentes, faisant partie surtout de la collection dédiée aux statues en bois. Un buste en bronze du Duc des Abruzzes réalisé par Orlando Orlandini se trouve à l'entrée du côté nord. Au rez-de-chaussée se trouvent les statues en bois grandeur nature de Jean-Antoine Carrel et d'Amilcar Crétier, et celles dédiées à l'officier-skieur et à l'Alpin en position.

### La chapelle

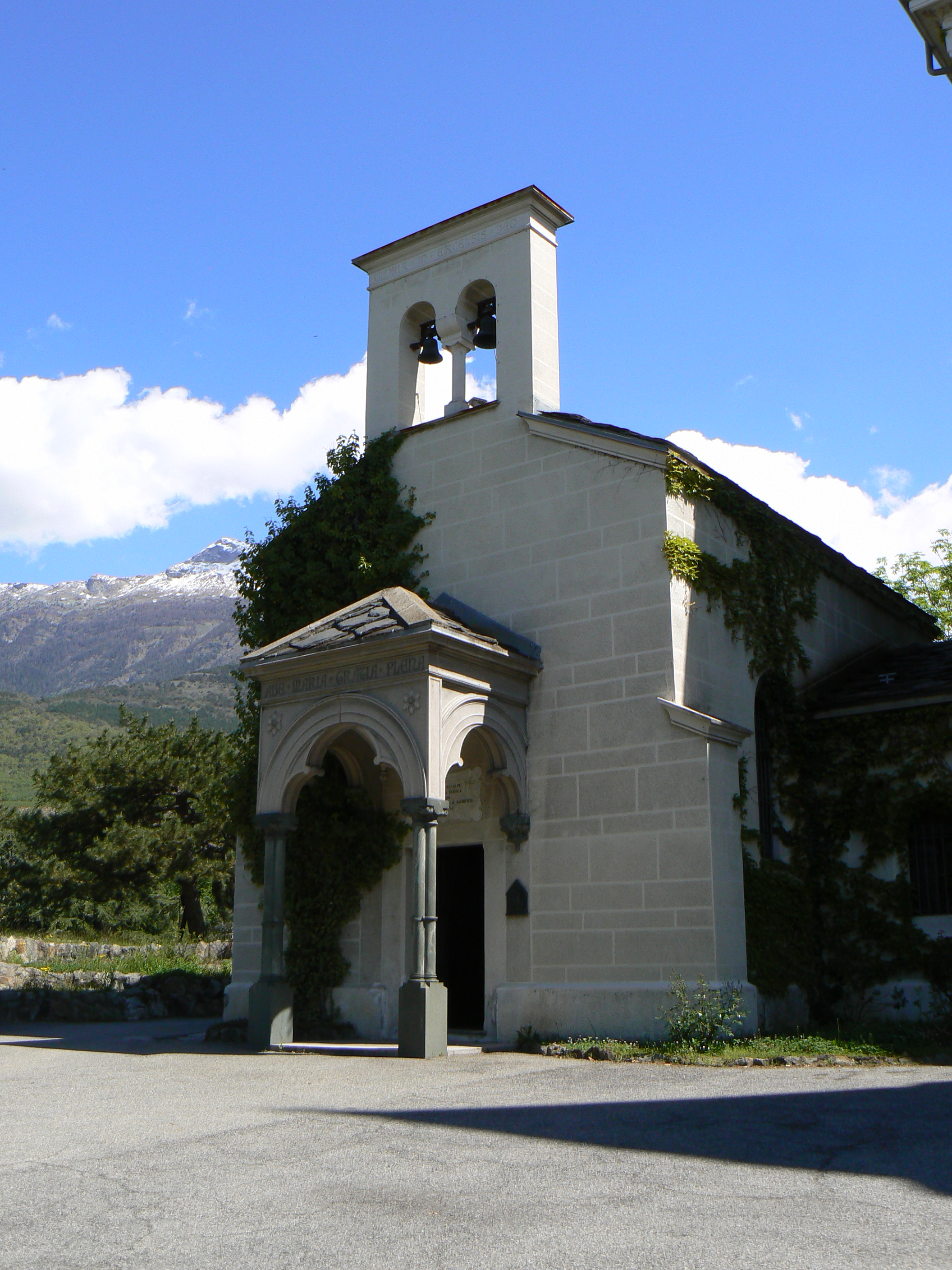
La chapelle.

La chapelle dédiée à la Sainte Vierge est décorée avec un crucifix cadeau du Pape Jean-Paul II. Les éléments intérieurs sont tous en bois, des bancs à l'autel, jusqu'à un tableau avec cadre en bois représentant la Vierge et deux anges. Des photos votives de soldats morts en guerre, auxquelles Jean-Paul II dédia une prière lors de sa visite, sont conservées dans la chapelle. Le parquet du chœur est en bois de chêne, tandis que le sol du reste de la chapelle est en pierre.

## La partie extérieure
Autour du château s'étend un parc selon le projet du Turinois Giuseppe Roda avec des sapins, des mélèzes, des hêtres, des marronniers, des cèdres, des bouleaux, des tilleuls et des érables.

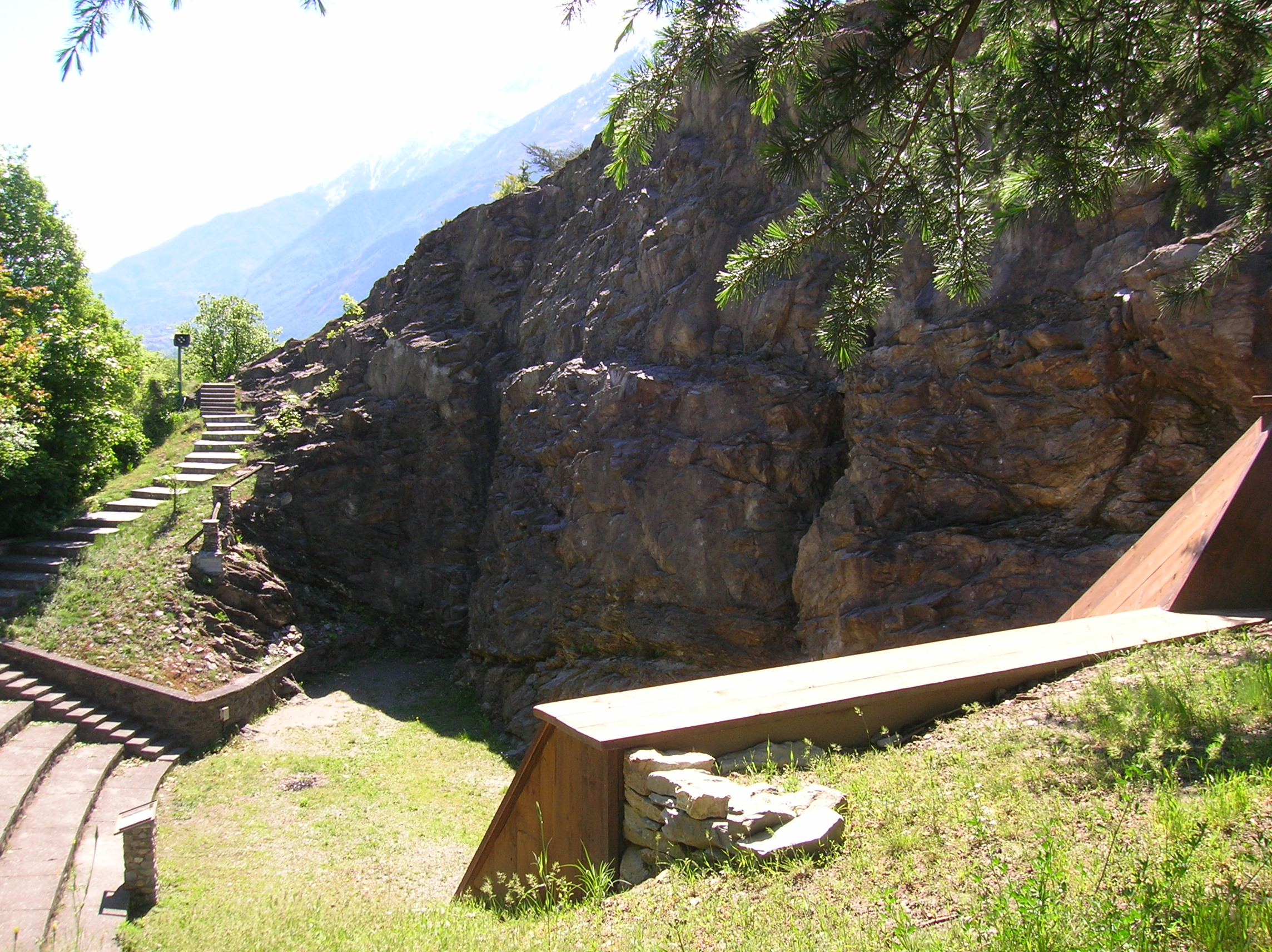
Le mur d'escalade.

Pour l'exercice de la technique d'alpinisme, le parc est équipé d'un mur d'escalade construit au début du XXe siècle.

## Histoire
Le château Jocteau est bâti en 1907 selon la volonté de la baronne Candide Jocteau Bombrini, épouse de Charles-Albert Jocteau, membre d'une famille noble originaire de Grenoble au service du royaume d'Italie à partir du Risorgimento.
Dans les années 1930, durant la période fasciste, l'exigence d'ouvrir un centre d'instruction pour les troupes alpines se concrétisa par la fondation de l'école alpine le 9 janvier 1934. Le roi Victor-Emmanuel III signa le décret concernant l'ouverture le 22 décembre 1933. L’État italien acheta le château pour un million de lires.
L'école fut renommée « Duc des Abruzzes » en 1936 en honneur de Louis-Amédée de Savoie-Aoste, décédé en Somalie le 18 mars 1933, ainsi que le bataillon du centre d'instruction.
Entre 1942 et le 8 septembre 1943, d'autres divisions non appartenant au secteur des Alpins furent envoyées à l'école en vertu de sa renommée.
Le château fut pillé après l'armistice de Cassibile, et transformé en bivouac et prison militaire jusqu'à 1945.
Il accueillit après le 25 avril 1945 (fin de la Seconde Guerre mondiale) la division alpine du Corps de Libération Nationale à l'initiative du colonel Boffa et il fut intitulé au général Cantore. L'école fut reconstituée le 1er juillet 1948 en tant qu'école militaire alpine et reprit ses fonctions le 22 août 1948.
Depuis 1998 l'école est sous le contrôle du Commandement des troupes alpines et est devenue Centre d'instruction alpine.
Le château Jocteau n'est pas ouvert au public sauf pour certaines occasions, telles que le 4 mai lors de la fête de l'armée italienne et dans le cadre des initiatives d'ouverture des casernes au public au niveau national.

### Les visiteurs illustres
- Benito Mussolini en 1938,
- l'empereur du Japon Hirohito en 1939,
- Humbert II d'Italie et la princesse Marie-José de Belgique,
- les présidents de la République italienne : Giovanni Leone, Giuseppe Saragat, Francesco Cossiga et Carlo Azeglio Ciampi,
- le pape Jean-Paul II.

### Le château «édifice monumental»
Par la loi régionale 56 du 10 juin 1983, une Commission pour les biens culturels et environnementaux fut créée dans le but de rédiger une liste des biens et des aires d'intérêt archéologique et paysager, ainsi que des édifices monumentaux présents sur le territoire valdôtain.
Le château Jocteau a été proposé pour cette dernière catégorie en 2009.

## Les sièges
Les autres sièges de l'École militaire alpine, outre au château Jocteau, sont :
- la caserne Bich, siège de la « Compagnie commandement et servies » ;
- la caserne César Battisti, siège du Bataillon élèves officiers de complément  et du Commandement du bataillons exploreurs ;
- la caserne Ramires, siège de l'autosection ;
- la caserne Perenni à Courmayeur, siège du Ier "Peloton spécial athlètes";
- la caserne Mont-Blanc à La Thuile, siège du "Peloton exploreurs" ;
- la caserne Testafochi à Aoste, siège du Bataillon Aoste ;
- l'héliport de Pollein.

## Le musée de l'alpinisme

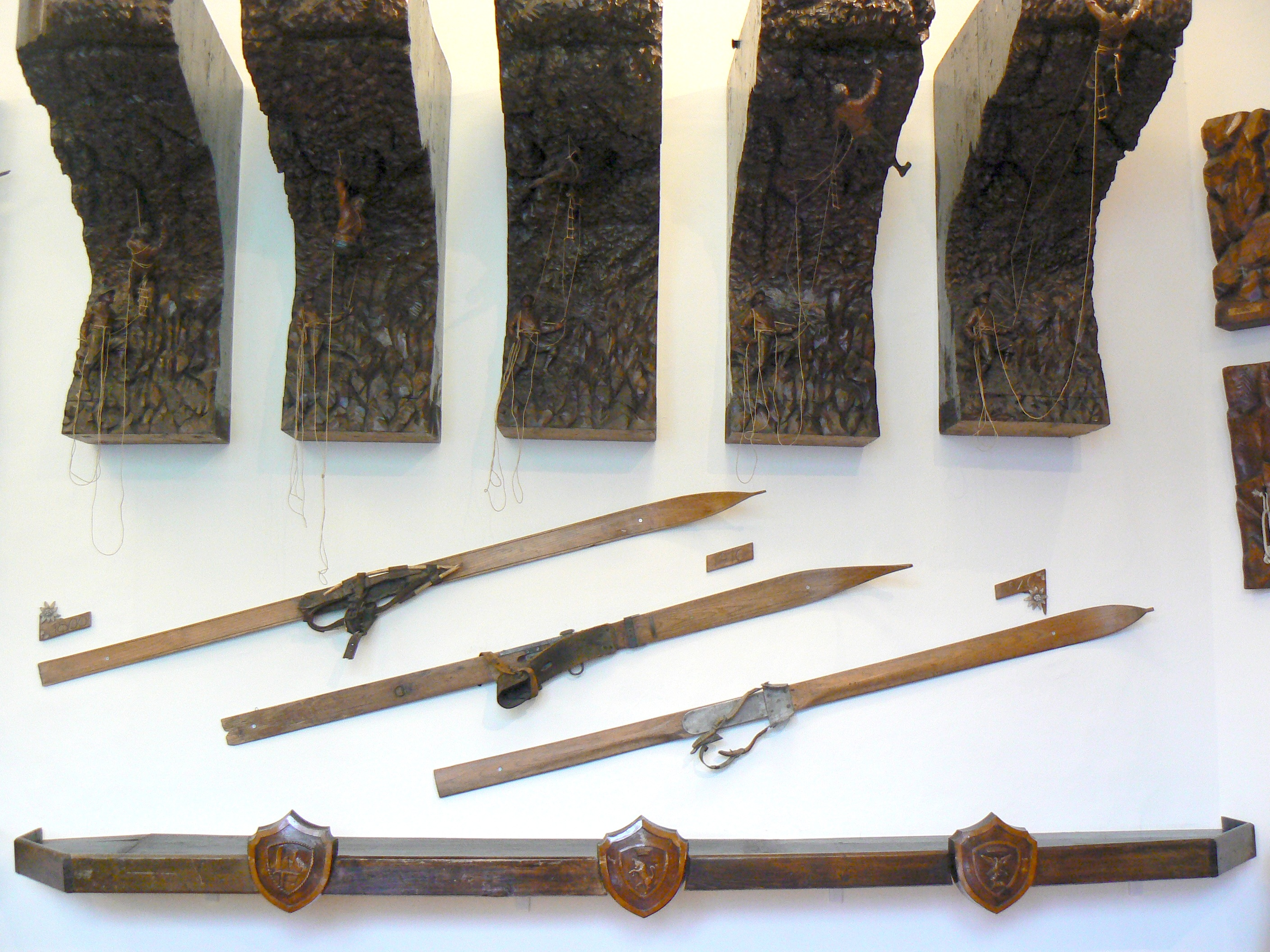
Des sculptures représentant des techniques d'escalade et de ski.

Le petit musée de l'alpinisme recueille du matériel du ski alpinisme d'antan, on y trouve aussi des objets précieux de la fin du XIXe siècle, entre autres, des skis de frêne, des chaussures de montagne clouées utilisées par les guides du Cervin et des alpenstocks remontant à la bataille de l'Adamello (Seconde Guerre mondiale). Des instruments d'avant-garde de la technologie de l'alpinisme sont également présents. Une partie de l'exposition est dédiée à des statues en bois de personnalités de l'alpinisme.